# Expeditionen
Expeditionen är en opera i två akter med prolog, intermezzo och epilog av Klas Torstensson, som också skrivit librettot. Librettot baserar sig på S. A. Andrées dagbok från dennes misslyckade polarexpedition tillsammans med Nils Strindberg och Knut Frænkel. Operan är skriven för sopran, tenor, baryton, bas-baryton, orkester och live-elektronik.
Uruppförandet skedde konsertant 11 juni 1999 under Holland Festival i Amsterdam. Péter Eötvös dirigerade Netherlands Radio Philharmonic Orchestra med Charlotte Riedjik, Göran Eliasson, Olle Persson och Mats Persson som solister.
Det svenska uruppförandet ägde rum 31 mars 2001 i Stockholms konserthus med samma solister som under uppförandet i Amsterdam men med Kungliga Filharmonikerna under ledning av Alan Gilbert.

## Handling
Expeditionen utspelar sig under 1897 då Salomon August Andrée, Nils Strindberg och Knut Frænkel planerar att kartlägga Nordpolen. 11 juli lyfter de äntligen med vätgasballongen Örnen, men kort efter starten börjar bekymren. Redan efter tre dagar tvingas de landa på en öde arktisk ö, för att tre månader senare dö på Vitön i deras läger.
I operan finns även Anna Charlier, Nils Strindbergs fästmö.

## Verket
Ett vanligt framförande tar cirka 140 minuter inkl. paus.
Orkesterbesättningen är 3 flöjter, 3 oboer, 4 klarinetter, 3 fagotter, 2 saxofoner, 4 horn, 3 trumpeter, 3 tromboner, 2 tubor, dragspel, harpa, piano, synthesizer, basgitarr, 5 slagverkare, pukor samt stråkar.
Expeditionen var nominerad till Nordiska rådets musikpris 2006.